# 尾崎盛光
尾崎 盛光（おざき もりてる、1918年6月6日 - 1980年6月3日）は、日本の文筆家。東京大学文学部事務長を務めた。

## 来歴
尾崎三良の五男尾崎繁盛の子として東京府三鷹に生まれる。
1930年、横浜市立商業学校へ入学するも同年中途退学。1931年、旧制鎌倉中学二年へ編入学。1939年、松本高等学校文科甲類在学中に治安維持法違反の疑いで拘留される。1942年、東京帝国大学文学部社会学科を卒業する。
池貝自動車（現在の小松製作所）労務課に勤務するが、1947年に肺結核で退職する。胸部形成手術を受け、農耕、養鶏、子供の受験指導などで生計を立てる。
1955年、日高六郎の推薦で東京大学文学部事務室に勤務、1961年に事務長。1969年、東大紛争に対処。1977年、定年退官、文教大学人間科学部社会学科教授。

## 著書
- 『第三の世代 現代の学生群像』法律文化社　かわずブックス　1960年
- 『就職 商品としての学生』1967年　中公新書
- 『日本就職史』文芸春秋　1967年
- 『サラリーマン百年 "宮仕え"の現代史』日本経済新聞社・日経新書　1968年
- 『現代青年論 70年代の学生たち』読売新聞社　1971年
- 『人材の社会学 主流はどう変わってきたか』実業之日本社　1972年
- 『自由とひげと若者と 東大在職二十年間の記録と発言』岩崎隆治、森村稔編　日本リクルートセンター出版部　1981年

## 参考
- 「年譜」『自由とひげと若者と』
- 荻上悦子著「春寂寥 旧制松本高等学校人物誌」 2008年